# مایو، یوکان
مایو، یوکان (به انگلیسی: Mayo, Yukon) یک منطقهٔ مسکونی در کانادا است که در یوکان واقع شده‌است. مایو ۲۰۰ نفر جمعیت دارد.